# Anthony Mundella
Anthony John Mundella (ur. 1825 w Leicesterze, zm. 21 lipca 1897 w Londynie) – brytyjski polityk, członek Partii Liberalnej, minister w rządach Williama Ewarta Gladstone’a i lorda Rosebery’ego.
Jego ojciec był Włochem, a matka Angielką. Anthony kształcił się w lokalnych szkołach. Następnie rozpoczął pracę w firmie Hine and Mundella w Nottingham. W 1853 r. został szeryfem w Nottingham. W 1859 r. doprowadził do powstania sądów arbitrażowych, mających rozstrzygać spory pracodawców z pracownikami.
W 1868 r. został wybrany do Izby Gmin jako reprezentant okręgu Sheffield. Od 1885 r. reprezentował okręg wyborczy Sheffield Brightside. W latach 1880–1885 był wiceprzewodniczącym Komitetu Edukacji. W 1886 r. oraz w latach 1892–1894 był przewodniczącym Zarządu Handlu.